# یوسف برویر
یوسف برویر (انگلیسی: Joseph Bruyère؛ زادهٔ ۵ اکتبر ۱۹۴۸) دوچرخه‌سوار اهل بلژیک است.
از باشگاه‌هایی که در آن بازی کرده‌است می‌توان به تیم دوچرخه‌سواری فلاندریا، مولتنی، و فائمینو–فائما اشاره کرد.